# الإبراهمية (قطور)
الإبراهيمية، قرية تابعة لمركز قطور بمحافظة الغربية في جمهورية مصر العربية.